# Claudia Olk
Claudia Olk (* 1969) ist eine deutsche Komparatistin und Anglistin.

## Leben
Olk promovierte 1999. Sie war 2000 und 2001 Referentin für Fachinformation in der Bereichsleitung Staat und Verwaltung bei der Bertelsmann-Stiftung. Im Jahr 2006 wurde sie an der Humboldt-Universität zu Berlin habilitiert. Seit 2011 war sie Professorin an der Freien Universität Berlin. Seit 2014 ist sie Präsidentin der Deutschen Shakespeare-Gesellschaft. Seit 2019 hat sie als Nachfolgerin von Andreas Höfele einen Lehrstuhl für Anglistik an der Ludwig-Maximilians-Universität München inne.
2023 wurde Olk zum Mitglied der Bayerischen Akademie der Wissenschaften gewählt.

## Ausgewählte Veröffentlichungen
- Performing Conscience in Richard III
- Claudia Olk: The Musicality of „The Merchant of Venice“. In: Shakespeare. 8, 2012, S. 386, doi:10.1080/17450918.2012.731705.